# Józef Podłużny
Józef Jan Podłużny (ur. 27 marca 1952 w Katowicach) – polski samorządowiec i działacz partyjny, w latach 1986–1990 naczelnik, a w latach 1990–2024 wójt gminy Godziesze Wielkie. Od 2024 radny rady powiatu kaliskiego.

## Życiorys
Syn Stanisława i Anny, ukończył studia magisterskie. W 1974 został absolwentem Wyższej Szkoły Komsomolskiej przy KC WLKSM w Moskwie. 26 września 1979 wstąpił do PZPR, był m.in. I sekretarzem POP PZPR przy Zbiorczej Szkole Gminnej w Godzieszach Wielkich oraz sekretarzem tamtejszego Komitetu Gminnego PZPR.
25 czerwca 1986 został naczelnikiem gminy Godziesze Wielkie po tym, jak jego poprzednika odwołano wskutek oskarżeń o korupcję. Od tego czasu nieprzerwanie zarządza gminą: do 1990 jako naczelnik, następnie jako wójt. Od 2002 był wybierany w wyborach bezpośrednich, za każdym razem w pierwszej turze z ramienia lokalnego komitetu, po raz ostatni uzyskał reelekcję w 2018. Od 2006 jest prezesem Lokalnej Grupy działania 7 „Kraina Nocy i Dni”. Był jednym z pięciu najdłużej urzędujących wójtów w Polsce (według stanu na rok 2016). 25 czerwca 2016 świętował jubileusz trzydziestolecia pracy na stanowisku. W 2018 przeprowadził wśród mieszkańców ankietę dotyczącą ewentualnego przyłączenia trzech wsi gminy (Borek, Wolica i Żydów) w granice miasta Kalisz. W wyborach samorządowych w 2024 uzyskał mandat radnego rady Powiatu kaliskiego startując z listy Trzeciej Drogi.